# Parque das Aves
El Parque das Aves es un parque temático ubicado en la ciudad de Foz do Iguaçu, en el estado de Paraná, Brasil.
Inserto en el bosque del Iguazú, uno de lo más importantes remanentes de Mata Atlántica, y ubicado cerca de las Cataratas de Iguazú, posee 16 hectáreas de bosque nativo, en donde hay 1500 animales de 140 especies diferentes, entre aves, reptiles y mamíferos. Es una organización privada que funciona como un centro integrado de conservación de especies de la Mata Atlántica, investigando la reproducción en cautiverio y preservando animales en peligro de extinción,y rescatando aves decomisadas que no pueden regresar a la vida silvestre.
Su estructura cuenta con 1300 metros de senderos, donde se disponen aves para la observación, y ambientes que imitan ecosistemas naturales para algunas especies, como caimanes, boas constrictoras, titíes y mariposas.

## Historia
Fue inaugurado el 7 de octubre de 1994 por los biólogos británicos Dennis y Anna Croukamp. Compraron el área al lado del Parque Nacional Iguaçu y comenzaron la construcción del parque en noviembre de 1993. Las primeras aves llegaron a través de donaciones o préstamos de otros zoológicos, así como de animales confiscados por el Instituto Brasileño del Medio Ambiente y de los Recursos Naturales Renovables (Ibama).

## Galería

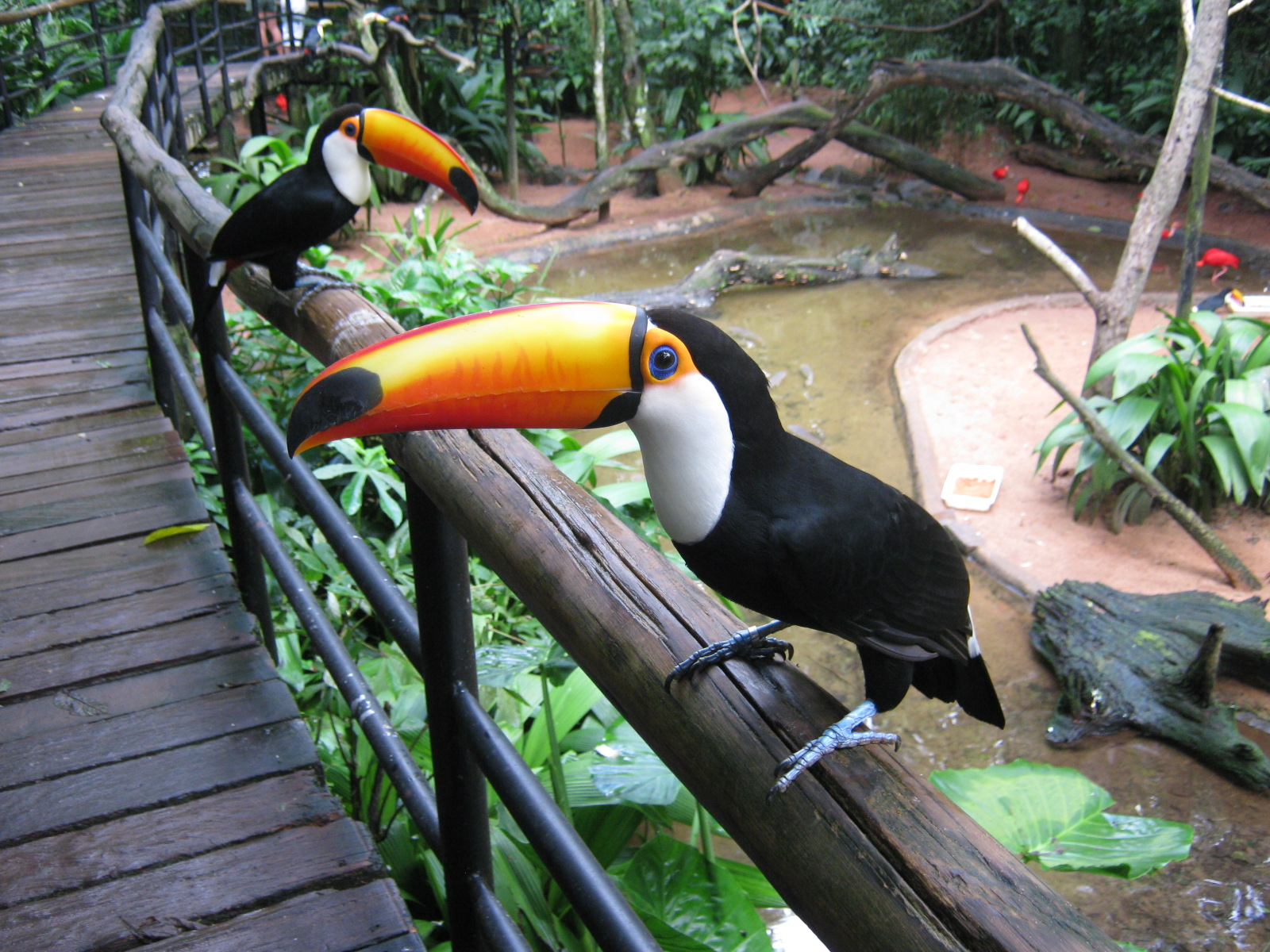
Dos Ramphastos toco
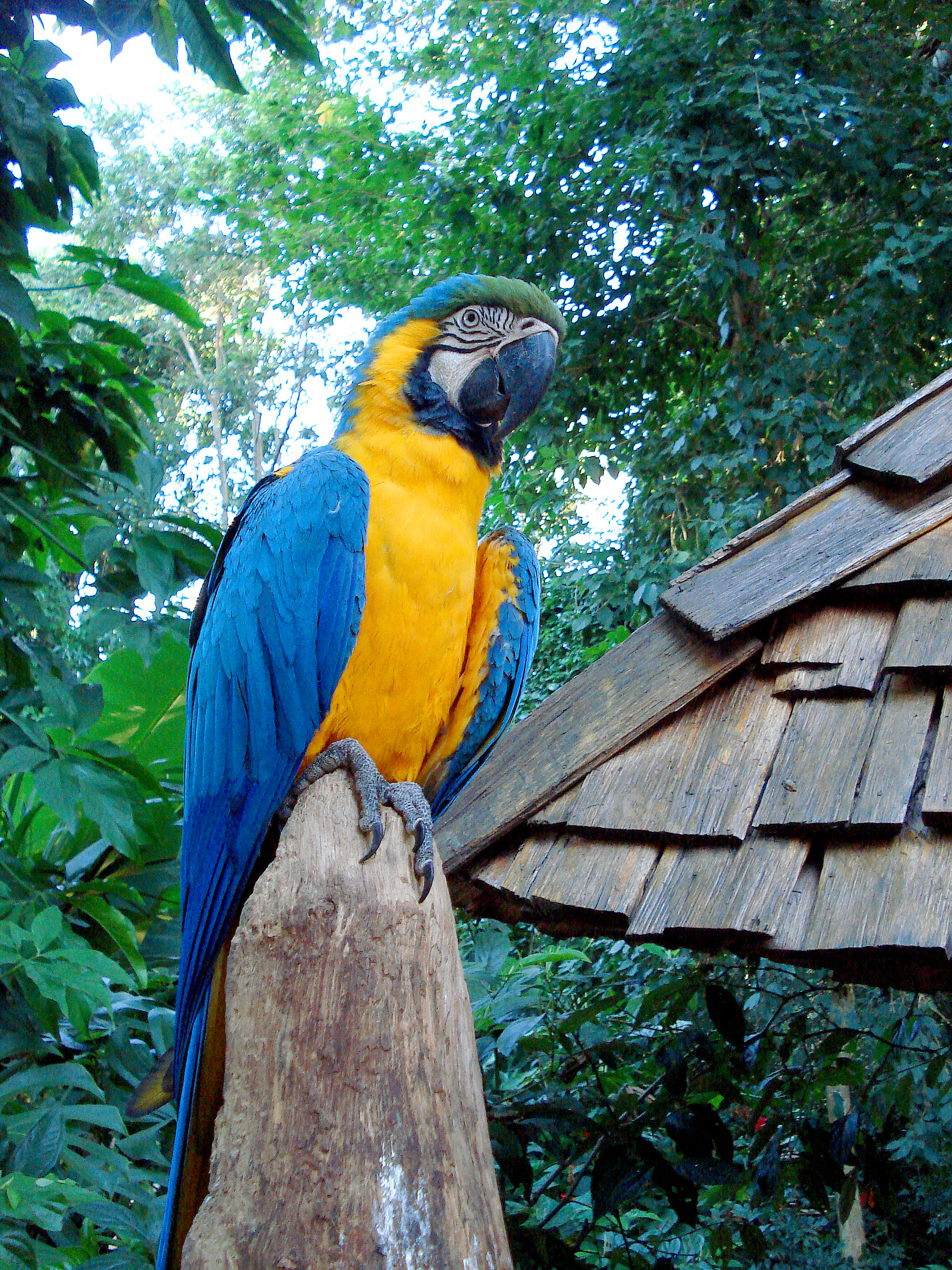
Un guacamayo azul y amarillo
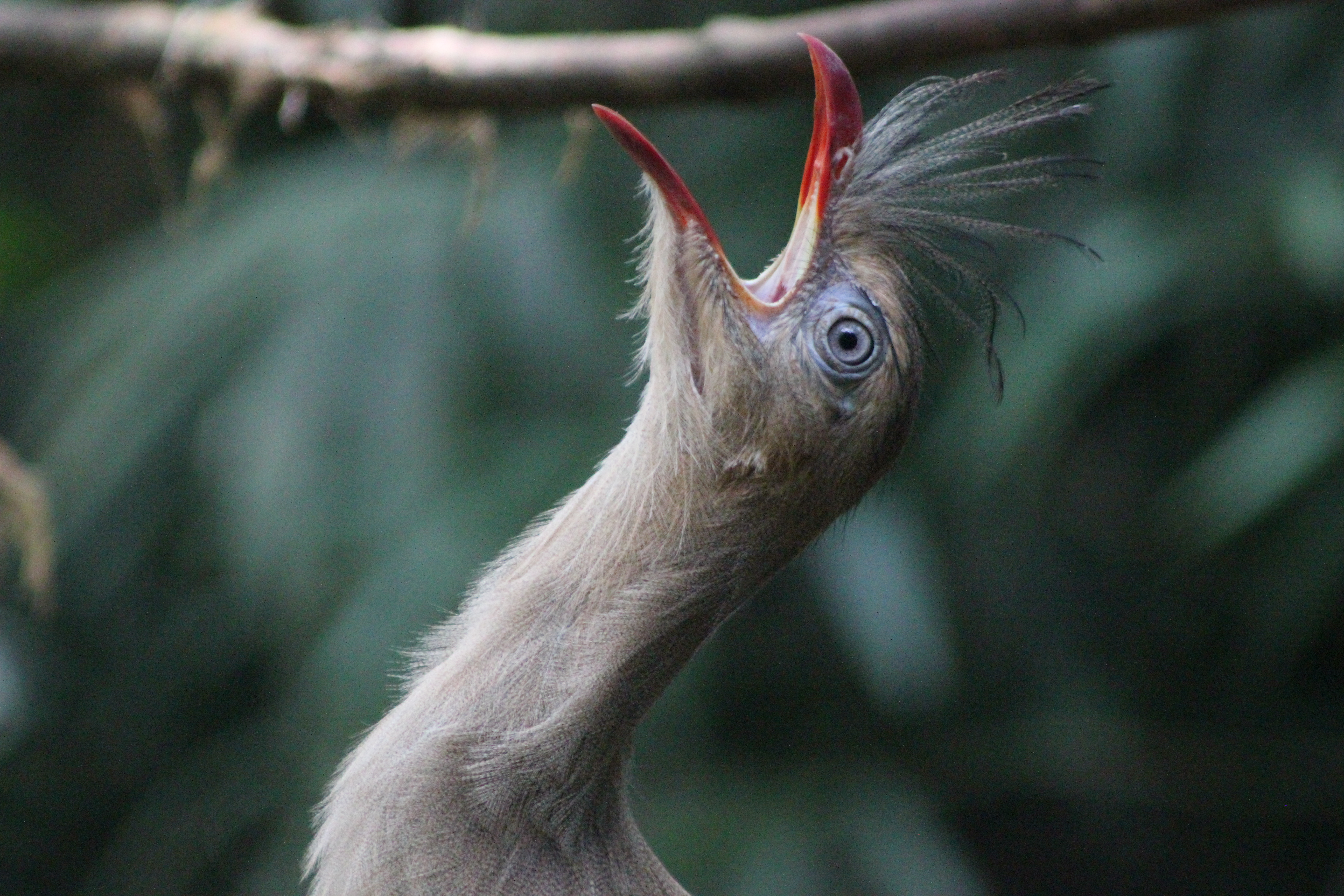
Una Cariama cristata gritando.
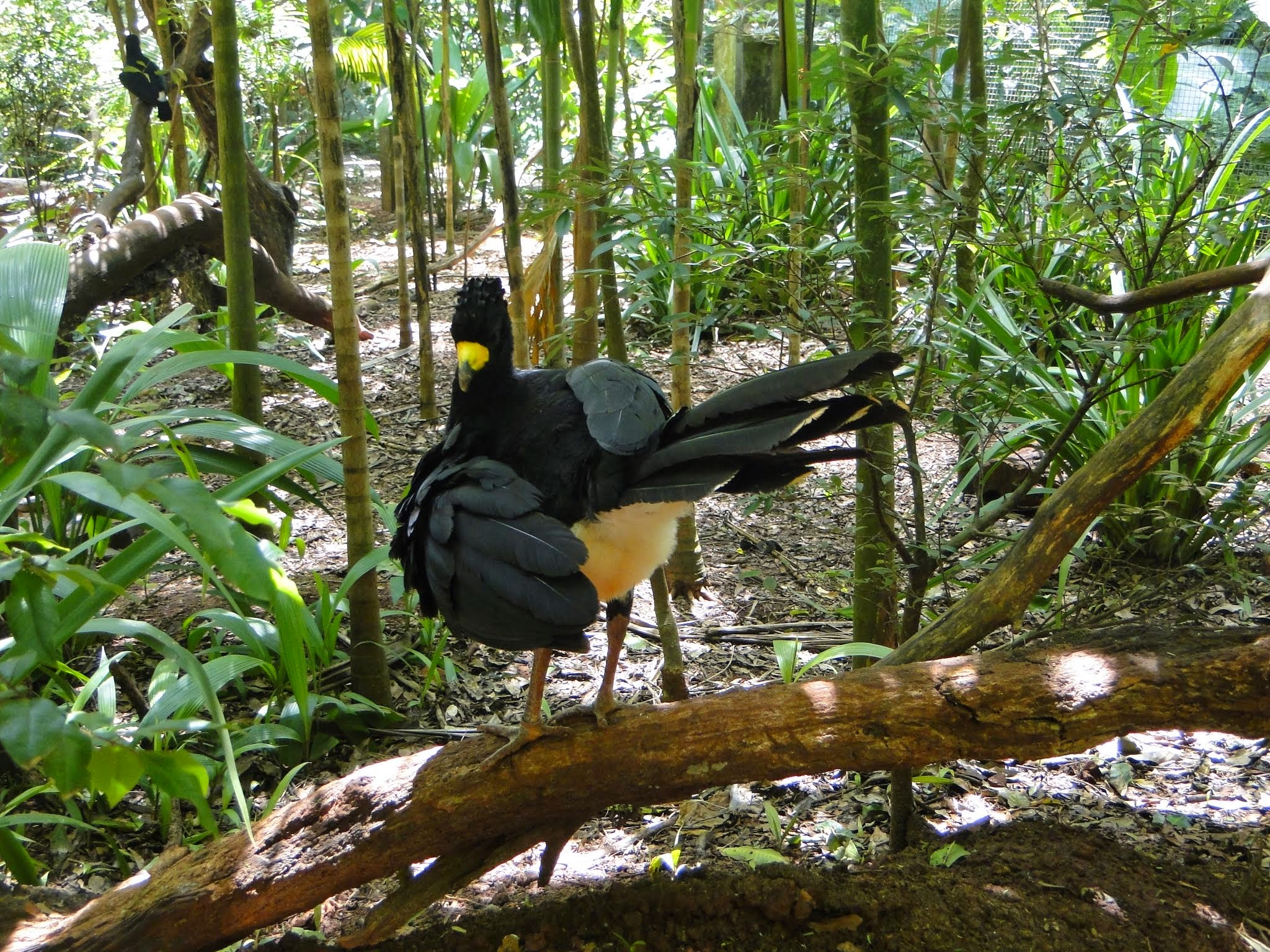
In Bird Park
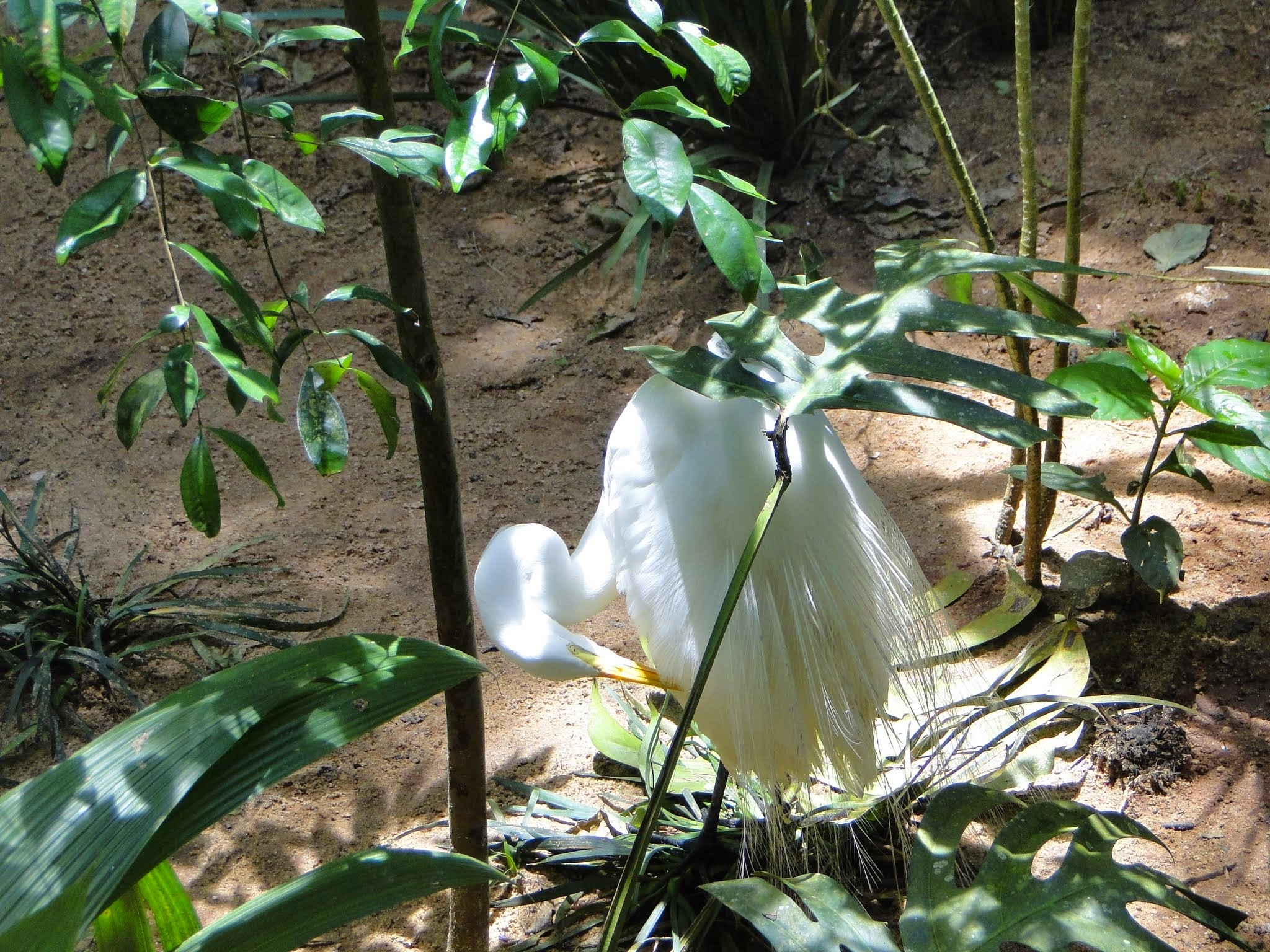
Ardea alba
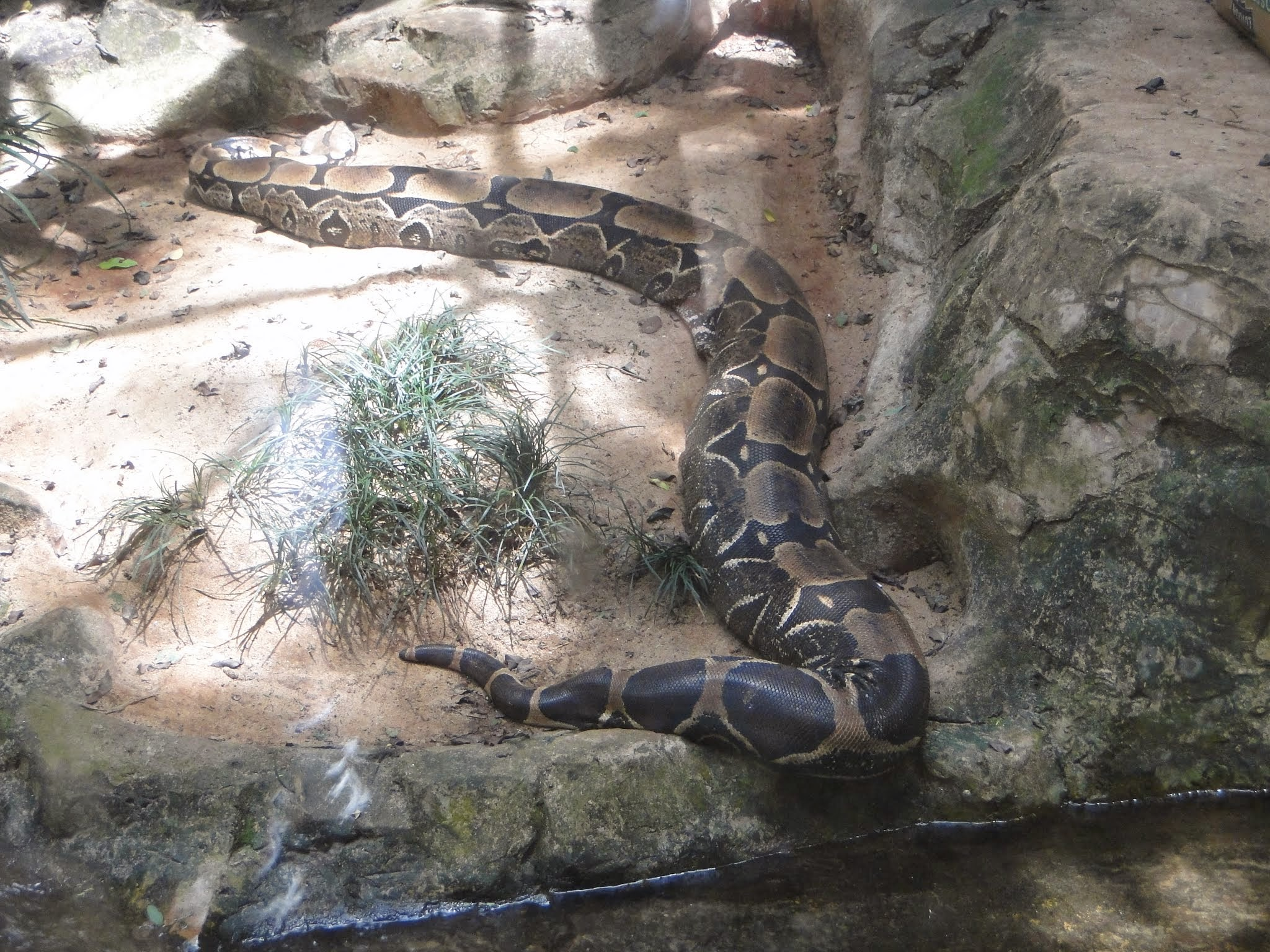
Boa constrictor.
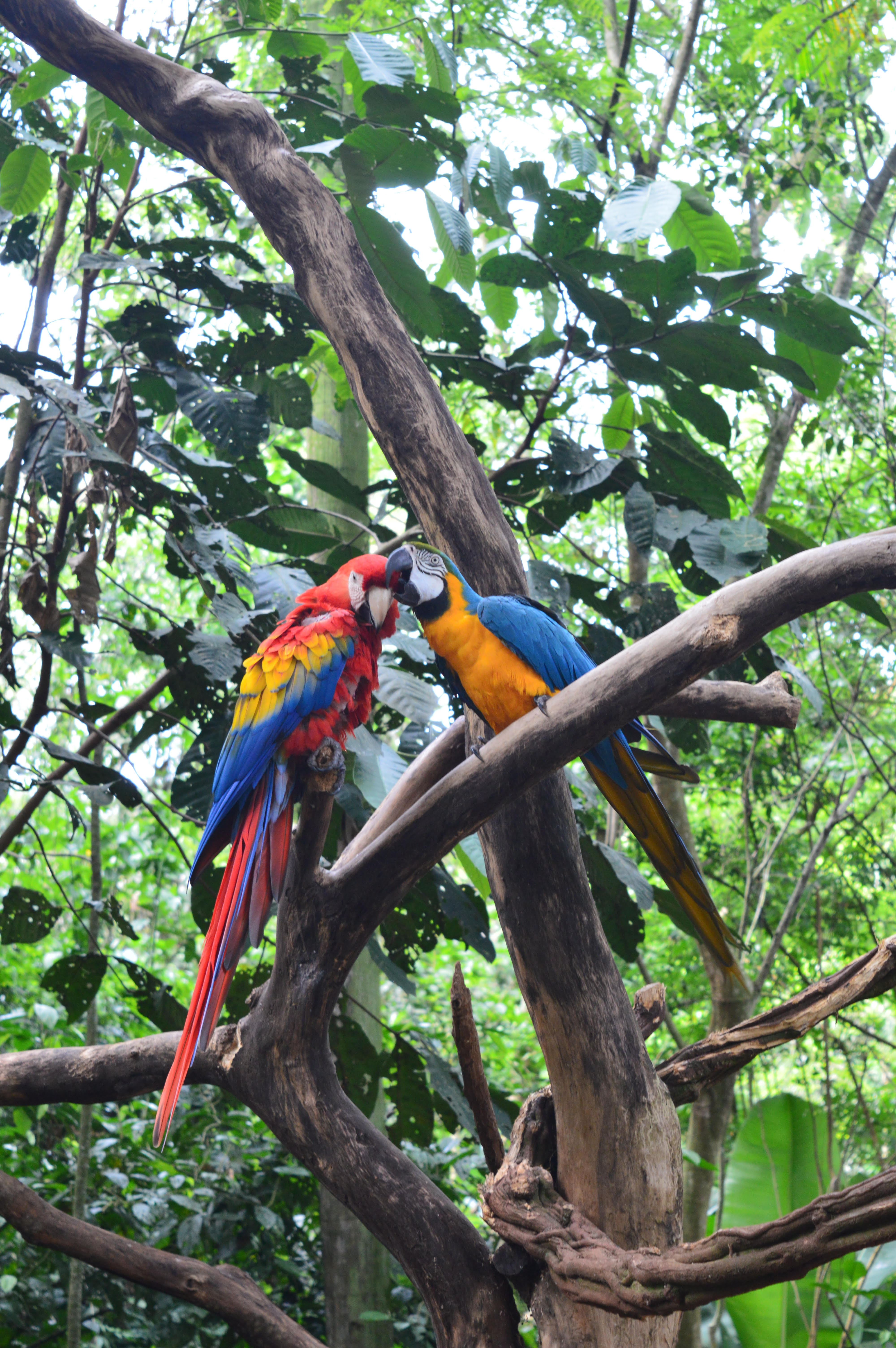
Dos loros en el parque.